# The Best of Status Quo
Pour les articles homonymes, voir Best of.
Albums de Status Quo
Dog of Two Head
(1971) Piledriver
(1972)
Singles
The Best of Status Quo est la première compilation du groupe anglais Status Quo.

## Historique
Cette compilation regroupe des titres enregistré pour le label Pye Records entre 1970 et 1971. Il s'agit en fait des titres plus boogie rock parus sur les deux derniers albums enregistré pour le label Pye. Les compositions orientés rock psychédélique des deux premiers albums du groupe ne figurent pas sur cette compilation.
La pochette de cet album ne représente que quatre des membres du groupe, Roy Lynes, bien que faisant partie du groupe lors de l'enregistrement de tous les titres, n'y figure pas.
Cette compilation se classa à la 32e place dans les charts britannique et sera certifié disque d'argent par la British Phonographic Industry pour plus de 60 000 exemplaires vendus.

## Liste des titres
| No  | Titre                                                                   | Auteur                       | Durée |
| --- | ----------------------------------------------------------------------- | ---------------------------- | ----- |
| 1.  | Down the Dustpipe (single, 1970)                                        | Carl Groszman                | 2:03  |
| 2.  | Gerdundula (de Dog of Two Head, 1971)                                   | Manston / James              | 3:50  |
| 3.  | In My Chair (single, 1970)                                              | Francis Rossi / Robert Young | 3:14  |
| 4.  | Umleitung (de Dog of Two Head, 1971)                                    | Alan Lancaster / Roy Lynes   | 7:07  |
| 5.  | Lakky Lady (de Ma Kelly's Greasy Spoon, 1970)                           | Rossi / Rick Parfitt         | 3:13  |
| 6.  | Daughter (de Ma Kelly's Greasy Spoon)                                   | Alan Lancaster               | 3:01  |
| 7.  | Railroad (de Dog of Two Head, 1971)                                     | Rossi / Young                | 5:39  |
| 8.  | Tune to the Music (single, 1971)                                        | Rossi / Young                | 3:09  |
| 9.  | April, Spring, Summer and Wednesdays (de Ma Kelly's Greasy Spoon, 1970) | Rossi / Young                | 4:15  |
| 10. | Mean Girl (de Dog of Two Head, 1971)                                    | Rossi / Young                | 3:54  |
| 11. | Spinning Wheel Blues (de Ma Kelly's Greasy Spoon, 1970)                 | Rossi / Young                | 3:18  |

## Musiciens
- Francis Rossi : chant, guitare solo
- Rick Parfitt : chant, guitare rythmique.
- Alan Lancaster : chant, basse.
- John Coghlan : batterie, percussions.
- Roy Lynes : orgue
- Robert Young : harmonica